# مین (ویسکانسین)
مین (به انگلیسی: Village of Maine) یک منطقهٔ مسکونی در ایالات متحده آمریکا است که در شهرستان ماراتون، ویسکانسین واقع شده‌است. مین ۱۱۳٫۴۷ کیلومتر مربع مساحت و ۲٬۳۳۷ نفر جمعیت دارد و ۳۸۸ متر بالاتر از سطح دریا واقع شده‌است.